# Agrostis scabrifolia
Agrostis scabrifolia är en gräsart som beskrevs av Jason Richard Swallen. Agrostis scabrifolia ingår i släktet ven, och familjen gräs.
Artens utbredningsområde är Colombia. Inga underarter finns listade i Catalogue of Life.